# Epiphryne verriculata

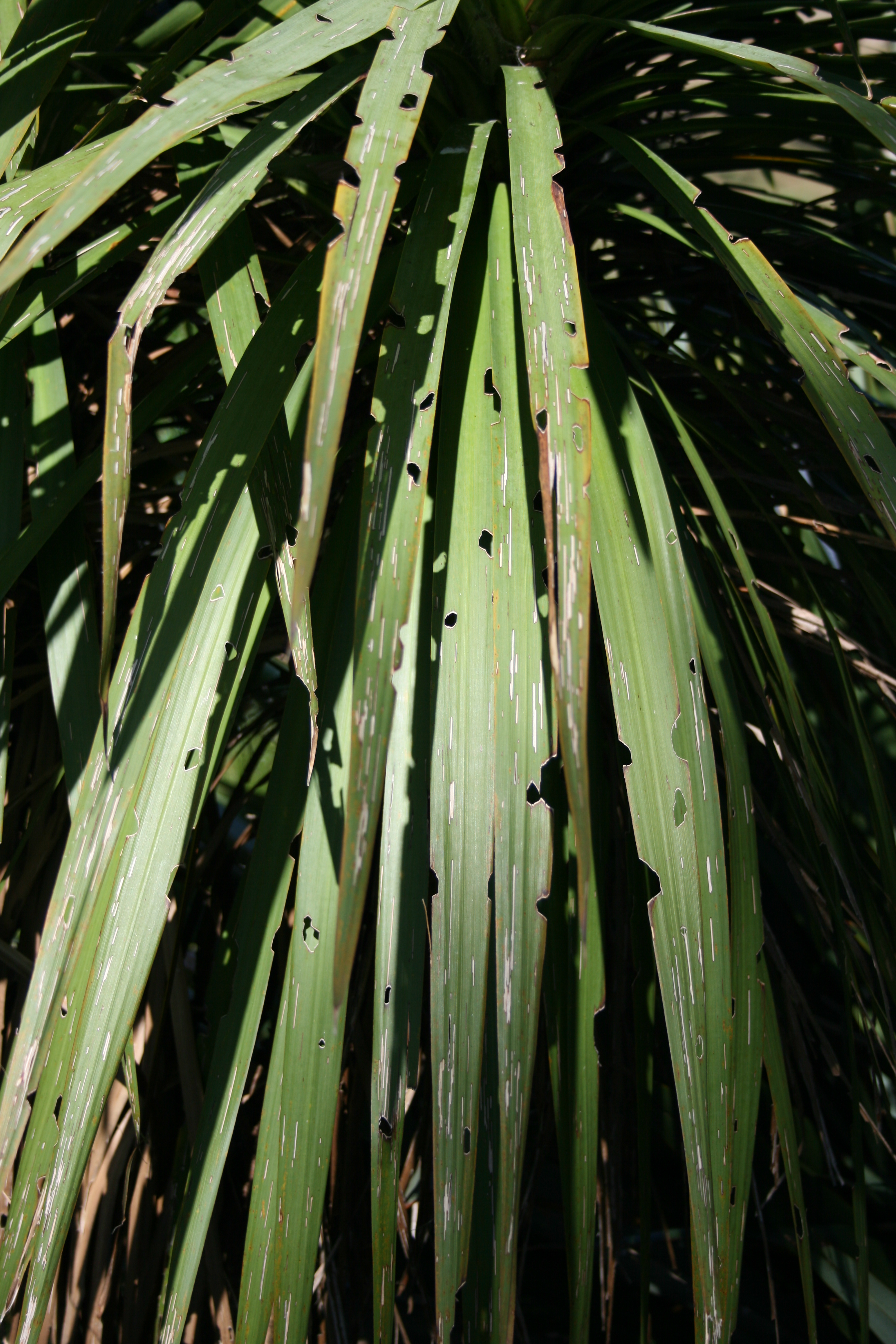
Lá cây C. australis bị ấu trùng của Epiphryne verriculata gây hại

Epiphryne verriculata là một loài bướm đêm thuộc họ Geometridae. Nó được tìm thấy ở New Zealand.
Sải cánh dài khoảng 40 mm.
Ấu trùng ăn Cordyline australis.

## Hình ảnh

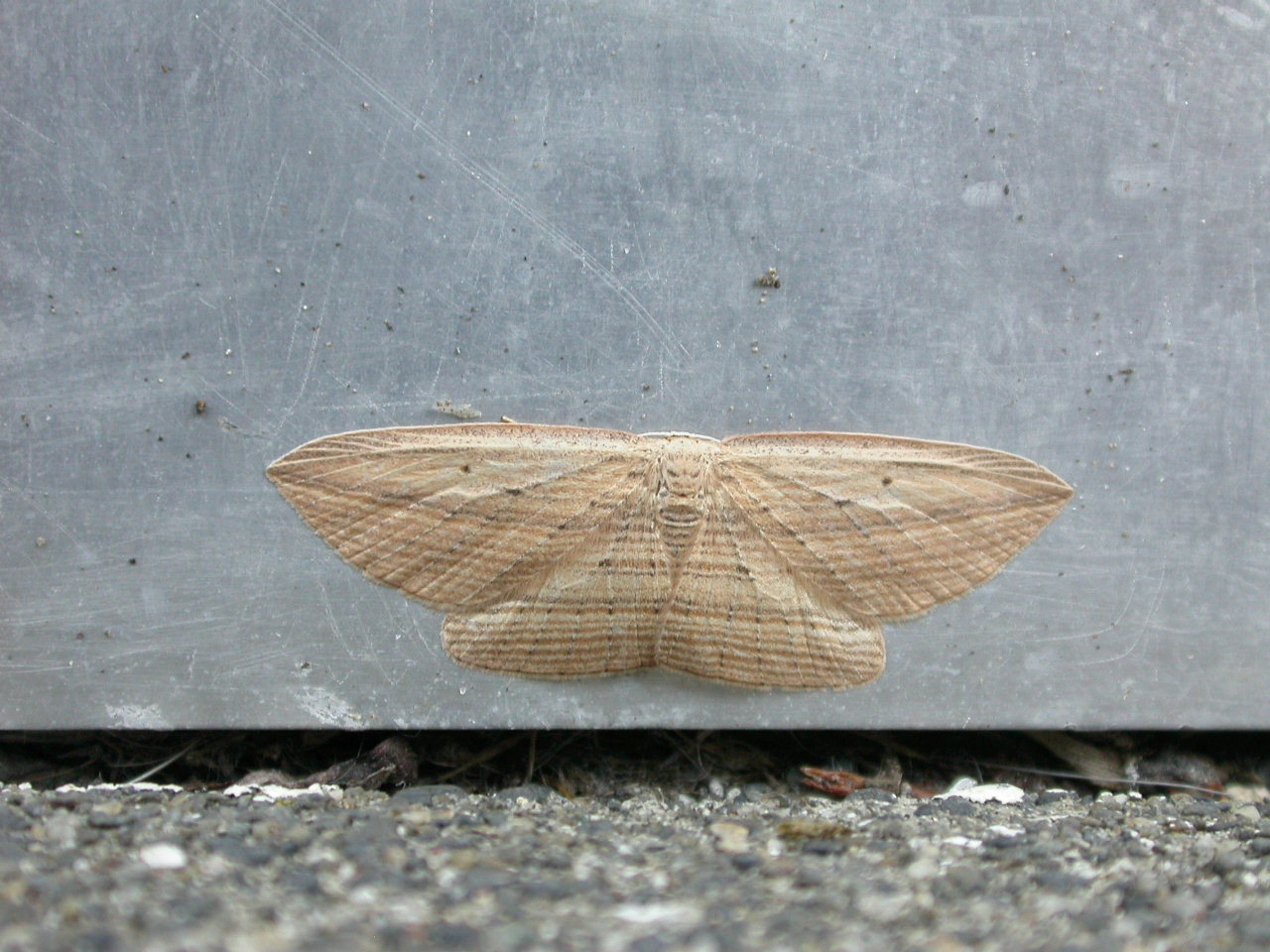
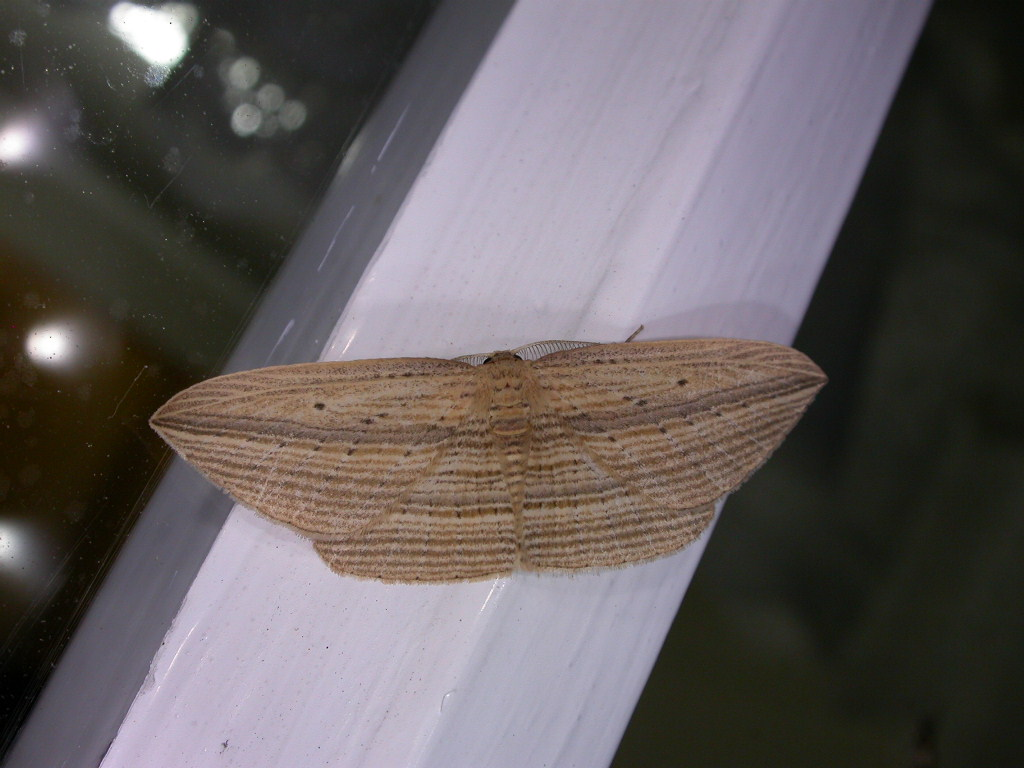
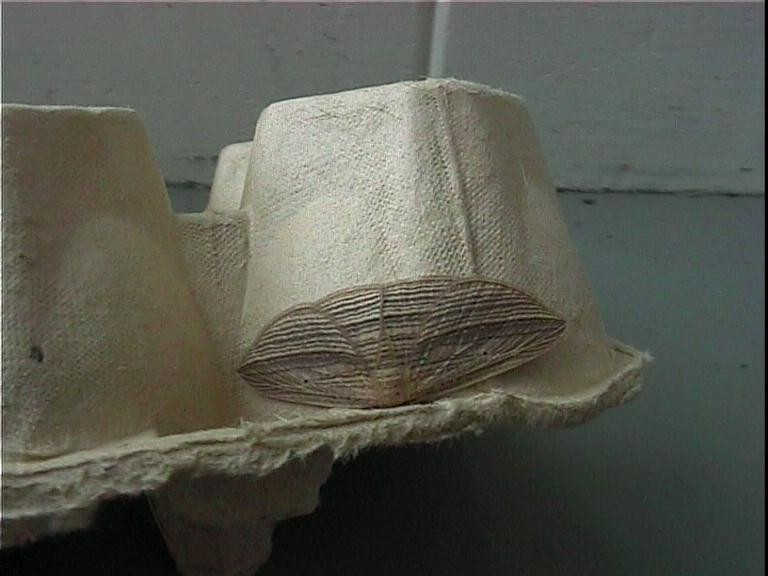